# 亀仙人
亀仙人（かめせんにん）は、鳥山明の漫画『ドラゴンボール』およびそれを原作とするアニメに登場する架空の人物。
初登場は原作では其之三「悟空・海へ走る」、アニメでは『ドラゴンボール』第3話「亀仙人のキント雲」。
英語圏での名前はMaster Roshi。

## キャラクター概要
武天老師（むてんろうし）と称される武術の達人にして、（孫悟空の育ての親の）孫悟飯や牛魔王、孫悟空、クリリン、ヤムチャらの師。占い師・占いババは実姉。身長165cm、体重44kg。血液型O型。スリーサイズはB73・W73・H73。エイジ430生まれで、年齢は319歳（初登場時）〜354歳（原作、『ドラゴンボールZ』終了時）。
禿頭にサングラスをかけた老人。名前の由来となった背負った大きな亀の甲羅がトレードマーク。私服としてアロハシャツを着ることも。仙人とはいうものの、外見からそれらしさを感じさせるものは長く伸びた白い顎鬚と手にしている杖くらいである。杖には特に名前は無く、鳥山明いわく「ただの杖」。
好きな食べ物は宅配ピザ。趣味は読書・テレビ鑑賞・インターネット（ともにAV系）、テレビゲーム、昼寝。好きな乗り物はエアワゴン。嫌いなものは男。一人称は「わし」。誕生日は「いつもいつもたんじょうび」。スカウターで計測した戦闘力は、ラディッツ襲来の直後で139（通常時）。アニメでは筋斗雲を呼ぶ方向を間違えたり、西と言いつつ南を指すなど若干方向音痴を思わせる描写がある。
普段は南海の孤島のカメハウスで人語を理解するウミガメと暮らしている。一時はランチも一緒に住んでおり、後にクリリン一家と共に暮らす。姉の占いババとは180歳以上年が離れている。

## 性格・人物
スケベ
非常にスケベで女好きであり、好みはむっちりとした若い娘。エアロビクスの番組を食い入るように見ている場面もあり、ブルマには、なにかと「ぱいぱいをつつかせてくれんか」、「ぱふぱふ（自分の顔を相手の乳房で挟む）をしてくれんか」などと発言している。ブルマの胸や尻を触った結果として、ビンタやげんこつを食らうのがお決まりであり、時にはハンマーで殴られたこともある。そのスケベぶりは、作中でもかなりの好色家であるウーロンからも「オレ以上のスケベ」と言われ、弟子入りを志願した悟空とクリリンに亀仙流の修行をつける際には、「ぴちぴちギャルを連れてくること」を条件にしている。この条件で悟空とクリリンが連れてきたランチをスケベな目で狙っていたほか、悟空が連れてきた人魚に胸をつつかせてもらおうとしたこともある（その人魚にはたかれた）。また修行に取り入れている国語の勉強では、教材の内容にエロくていやらしいテーマを扱っていた。クリリンが眼前でブルマの胸を露出させた際にも、一旦は鼻血による失血のことでクリリンに抗議したが、直後には褒めていた。ヤムチャが彼に弟子入りを志願した際には、ブルマから「スケベはうつされないでよね」と釘を刺されることになる。天下一武道会の会場に飛行機で移動する際には、スチュワーデスの尻を触り、また、悟空が入院していた病院の看護師に同様の行為を働いた際には、アニメにおいて医師に「お触りじいちゃん」とあだ名されていたほどの好色家である。原作では、人造人間編以降このようなスケベな場面が描写されなくなった。
アニメや映画では、スケベの対象がブルマだけでなく、チチ、ランチ、人造人間18号、ビーデル、マロンなどにも及んでいる。
カメハウスの屋根裏にコレクションしたエッチな本を隠していたり、女性の艶めかしい声が録音されたテープを聴きながらニヤけたりもしている。姉の占いババと再会した際には、「スケベは治っとらん」と言われており、アニメにおいては彼の青年時代（詳細は後述）が描かれた第129話「時をかける悟空」で、彼は当時あこがれていた女性・ファンファンの風呂を覗こうとしており、すでにそのスケベぶりが顕著である。
厚い人望
以上のように、「仙人」とは程遠いスケベな老人というイメージの一方、格闘技に関しては真面目であり、弟子たちが驕らぬよう、2度にわたって自ら変装して天下一武道会に出場（下記参照）。「天下一の武天老師」と謳われるほどの強さを持っているが、作中ではその力を私利私欲に使ったりはしていない。また、ピッコロ大魔王を生み出したことなどから、「神を辞めるべきだった」と悔やむ神様を諭したことがあり、これに対して神は悟空は良い師匠に出会ったと語っている。相手の心を読む能力もあり、それでナムを助けたりもしている。
人望も厚く、女性キャラクターからも本気で嫌われることはなく、普段スケベぶりに呆れているウミガメも、魔封波を失敗し落命したときは、涙を流して悲しんでいた。悟空、クリリン、ヤムチャといった彼の弟子たちが彼の実力を超えた後でも、師への感謝の想いとして亀仙流の道着を着続けるほど尊敬されており、クリリンも鶴仙人に対して「お前と違って武天老師さまは尊敬されている」と作中で語っている。
天界の道具について
かつては、天界の道具をいくつか所有していた。悟空に与えた「筋斗雲」は、後にカリンからもらったものと判明している（ただし、先述のスケベぶりが災いして、彼自身は乗れなかった）。また、悟空の持つ如意棒も、元々は亀仙人がどうしてもとせがんだので、カリンが貸した物であり、それを悟空の育ての親である孫悟飯に与えたものである。その他にも、芭蕉扇を持っていたため、フライパン山の火を消そうと悟空とチチが借りに来たが、鍋敷きに利用した挙句汚れて捨ててしまっており、ウミガメに「なんというバチあたりな！」と叱責されている。

## 武術家・武天老師
前述の通り、武道家としては武術の神・「武天老師」と称されるほどの人物である。体内の潜在エネルギーを一気に放出する「かめはめ波」という大技を50年かけて編み出した。亀仙流のモットーは「よく動き、よく学び、よく遊び、よく食べて、よく休む。人生を面白おかしく張り切って過ごす」というハードな修行内容とは裏腹に実におおらかなもの。ピッコロ大魔王との戦いの後も自らを鍛え、武道とは「敵を倒すためではなく、己に負けないために励むもの」と掲げており、「ギャルにもてたい」というクリリンの不純な動機を改めさせると共に後々のサイヤ人やフリーザとの戦いでも悟空の基盤になっている。
弟子の指導方針は、身体の鍛錬のみならず、牛乳配達・農業・工事現場のアルバイトをしながら、精神の鍛錬や学習や昼寝時間も取るなど、立派な人間の育成、人格教育に主眼を置いたものである。特筆すべきは、重量負荷をかけることによって筋力・基礎体力を鍛える方法を取っていること。ただし、具体的な戦法や技などは教えていないようであり、クリリンは戦い方は教えてくれなかったと天下一武道会に初出場した時にぼやいていた。また、『ドラゴンボール超』では、悟空に修行を頼まれた時にいくつか自身の技を伝授しようとしたことがあり、弟子たちに教えてない技があることを示唆する場面が描かれた。作中では常に20キロ、仕上げとして倍の40キロの亀の甲羅を背負わせて修行をこなすように命じており、「わしが亀仙人と呼ばれるわけがわかったか？」と発言している。
弟子たちは自己流の武術の型や独自の技を持つ者が多い。彼の弟子は、「亀仙流」と呼ばれ、胸と背中には白い〇の中に「亀」と書かれた山吹色の道着を着ている。なお、当時のアニメではセルアニメ用カラーのオレンジ系の色数が限られていたことに加え、鳥山明の描く微妙な色調の再現が難しかったため、できる限り原作の色味に近づける努力がなされ、道着の色は赤もしくは橙色となっている。道着のカラーは少林寺などの着物の色がモチーフで、鳥山明はアニメで赤色になっていたのが少し不満だったと語っている。アニメでは孫悟飯の台詞で山吹色と言われている。
ヤムチャの弁によれば、「亀仙人は滅多なことでは弟子を取らない」ということだが、悟空に限っては、見よう見まねでかめはめ波を放ち車を破壊したのを見て、亀仙人自ら声をかけてスカウトした他、クリリンもスケベ本持参で入門を認めている。ヤムチャは頼まれて入門許可した。悟空たちは、後に亀仙人のもとを離れ独自に技を磨くことになるが、自分を鍛えてくれた師匠への尊敬の念を込め、あえて亀仙流の道着を着用し続けていた。ただし、後に悟空は同デザインを採用しながらも、亀の文字がかかれていない道着を着用している。
古くは、孫悟飯（祖父）や牛魔王も弟子入りしていた。また、牛魔王の娘・チチは、亀仙人本人に「（戦いぶりが）亀仙流に似ている」との印象を与えている。そのため、孫一家の武術に大きく影響を与えており、直接修行を受けていない孫悟飯や孫悟天、パンも亀仙流道着に似せた服で戦っている。
自身の師匠は、その昔自らの命と引き換えに、ピッコロ大魔王を魔封波で封じ込めた武術家「武泰斗」である。武術のライバルには、後の孫悟空の仲間・天津飯と餃子の師匠である「鶴仙人」がいる。2人は、若い頃に共に武泰斗のもとで修行していた兄弟弟子であり、ピッコロ大魔王を封じ力尽きた武泰斗を看取っている。アニメでは、武泰斗が魔封波を会得する前のピッコロ大魔王との戦いで、正義の無力さに絶望した鶴仙人が、悪の道に走ったために袂を分かっている。また、亀仙人は、自分が武泰斗の一番弟子だと述べている。

## 青年時代
若かりし頃の亀仙人については、原作ではピッコロ大魔王を封印して絶命した武泰斗を鶴仙人と共にその最期を看取るシーンのみが描かれた。ピッコロ大魔王が現れた30代の頃は亀仙人、鶴仙人共にサングラスは掛けておらず髪は剃っており、黒い道着を着ている。
また、カリン塔に登り、そこにいる仙猫・カリンの下で3年間修行していたことが劇中で判明している。カリンとの稽古をつけていた悟空が、寝ている隙を見て超聖水の入った壷を奪おうとしたのをやめた際にカリンは「亀仙人とは一味違う」と評している。
アニメでは初めてカリン塔を登った時のことを回想する場面や、悟空が武泰斗に師事していた頃の当時18歳だった亀仙人たちに出会うという、アニメオリジナルストーリーである第129話「時をかける悟空」などでもその姿が描かれている。このエピソードでは、神殿での修行の一環で神様によりタイムスリップさせられた悟空に対し、自己紹介で「脅威の亀ちゃん」と呼ばれていると語り、ファンファンという女性を巡り対立していた当時の鶴仙人（当時の亀仙人いわく「バカ鶴」）に瓦一枚割れないとバカにされたり、また彼の蹴りを喰らった際には腰が抜けたりしており、この時点ではまだ「武術の神」としての片鱗は見られない。これらのエピソードでの亀仙人はごく普通の若者といった感じで、髪はまだ生えていて黒く、当時からすでにサングラスを着用し、中国風の服を着た姿で登場した。第82話「暴れ怪獣イノシカチョウ」で亀仙人の自宅にあったアルバムに収録されていた当時の彼の写真を見てブルマは「いい男」と評している。この頃の一人称は「俺」だった。
アニメ『ドラゴンボール』102話「クリリンの死 恐ろしき陰謀!!」では原作同様の坊主姿で登場し、魔族たちが口から放ったエネルギー波を鶴仙人と協力した技で受け止め跳ね返して倒すも、ピッコロ大魔王に一撃でやられる回想シーンが描かれている。

## ストーリーへの関わり
物語開始の100年ほど前に海底でドラゴンボール（三星球）を拾い、首飾りにしていた。

### ジャッキー・チュン
弟子となった悟空とクリリンを第21回天下一武道会に出場させるが、強くなった弟子たちがもし優勝して、慢心して天狗にならぬようにという師匠としての想いから、トレードマークのサングラスを外し、超強力な接着剤を塗ったカツラを被って変装し、老武術家「ジャッキー・チュン」の名で自分も大会に出場。準決勝でクリリンを、決勝で苦戦はしたものの、悟空を破り優勝している。なお、この時の優勝賞金50万ゼニーのうち47万ゼニーが食事代（その大半が悟空）に消えた。
密かに修行し、さらに腕に磨きを掛けた上で3年後の第22回大会でも準決勝まで進出し、天津飯と闘うことになる。だがその試合やそれまでの弟子たちの試合を見る中で、次の世代にも強い人間が育っていることを確認し、同時に弟子たちが自分に驕るような器ではないと気づいた亀仙人には闘う理由は残っておらず、結果として自ら場外に降りるという形で棄権、ジャッキー・チュンとしての最後の試合を終えた。
対戦した天津飯は、この試合での亀仙人の実力を自身の師である「鶴仙人の上を行く」と評し、場外に降りた時も「まだ全力を出し切ってはいなかった」と感じている。対する亀仙人は試合後に「あのまま（場外に出ず試合を）続けていたら負けていたじゃろう」と天津飯の実力を認め、また大会終了後には「運も実力のうち」と、彼の優勝を称えている。
この試合と決勝戦で、桃白白のような殺し屋を目指していた天津飯に武道家としてまっとうな道を歩むきっかけを与え、餃子と共に2人を師である鶴仙人から離反させた。なお、23回大会は「もうおぬしら（弟子たち）には歯が立たん」という理由で出場を見送り、観客の一人として彼らの試合を観戦するにとどまった。またこの大会では「弟子のために正体を隠し出場する」という役割も、神様（カタッツの子）が担っている。
ジャッキー・チュンの正体が亀仙人だと知っているのは、天下一武道会の受付係とナムと天津飯（このうちナムと天津飯には亀仙人自らが出場理由を明かす）、鶴仙人だけである。しかし、そのスケベぶりからヤムチャに正体を見抜かれかけたことはあった。またアニメでは家系図を作り亀仙人の従兄弟とごまかしたこともあるが、後の人造人間編ではクリリン、ウーロンなど仲間全員が結局知ったような描写が会話の中であった。また、セルゲーム以降の天下一武道会ではジャッキー・チュンのことを覚えている観客がいた。
名前は映画俳優のジャッキー・チェンのもじりであり、同姓同名で実在するジャッキー・チュンから採ったものではない。

### ピッコロ大魔王編
323歳。ピッコロ大魔王が再び地球上に蘇った際には、クリリンの仇討ちへと飛び出す悟空を止めようとするが、彼は無視してそのまま行ってしまった。そのため、ピッコロを消滅させるべく天津飯、餃子と行動を共にしてドラゴンボール集めを行う。死を覚悟でピッコロとの対決に臨む際、もし自分がピッコロの封印に失敗しても天津飯ならばいつか仇をとってくれることを信じ、睡眠ガスが入ったスプレーを吹きかけて彼を眠らせ、一人戦いに赴く。そして、かつて師匠である武泰斗がしたように自らの命と引き換えに電子ジャーで大魔王を封じ込めるべく魔封波を使用。だが、目測を誤って外し（アニメでは風圧で揺れて蓋が閉まり）失敗。封印することが出来ぬまま、体力を使い果たし死亡した。
ピッコロ大魔王戦直前に不老不死の水を飲んでいると語るも、その言葉は嘘であり、そのようなものなど存在しない（不老不死ではない）と告白している。
その後、悟空によってピッコロ大魔王は倒され、神龍も復活。ドラゴンボールで無事生き返ることとなった。
アニメ版では第23回天下一武道会に向けて修行するクリリンたちに「いつまでもワシの許にいては悟空には勝てん」と発言し、彼らを自立させた。

### 悟空青年期以降
サイヤ人編や人造人間編では、インフレの進む戦闘力についていけず悟空らとの実力の差が拡大し、完全に戦いから離れ、「世界一と言われた時代が懐かしいわい」や、「武天老師と呼ばれたのも今は昔じゃ」などと、自分の無力さを嘆く姿が見られる。しかしサイヤ人編の終盤では悟空たちとベジータの決戦の場へ向かった際に気を感じる能力を見せ、セルゲームをテレビ観戦した際に、悟空がセルに勝利できないことを自覚の上で戦っていることに感づくという洞察力を見せた。魔人ブウ編では2度目の死を迎えているが、後にドラゴンボールにより生き返っている。
アニメでは18号を破壊しなかったことに責任を感じてセルと戦おうとしたクリリンを制止し「命を粗末にする者は、師匠のわしが許さん!」と叱咤した。魔人ブウ編では、サイヤ人編同様の気を感じる能力を見せている。
『ドラゴンボールZ 絶望への反抗!!残された超戦士・悟飯とトランクス』ではピッコロたちが人造人間に殺された後もウミガメ、プーアル、ウーロンとともに生存しており、潜水艦のラジオで人造人間の破壊行動を聞いて立ち上がろうとしたが、プーアルに無茶だと止められる。

### 劇場版
劇場版では第1作『ドラゴンボール 神龍の伝説』から登場している。
『ドラゴンボールZ』以降はウーロンと並んでコメディキャラクターとしての出番が多いが、『ドラゴンボールZ この世で一番強いヤツ』と『ドラゴンボールZ 復活の「F」』では戦闘場面が描かれている。これは『Z』になってからは数少ない亀仙人が戦闘参加した作品である。
『ドラゴンボールZ 超サイヤ人だ孫悟空』では地球が絶体絶命の状況になっていたにもかかわらず、ストーリーの最初から最後まで寝ていた。これには、クリリンからも「あの境地にはとても達せない」と呆れられた。そして最後に起き「今日もいい天気じゃ」と言う場面で本作は締めくくっている。
『ドラゴンボールZ 激突!!100億パワーの戦士たち』では悟空たちとともに新ナメック星へ行く。そこで巨大な要塞が新ナメック星を覆った様子を「星と星がチュウしとるわい」と表現している。メタルクウラの配下であるロボット兵に対して拳を当てるも全く通用せず捕獲されてしまう。悟空たちの活躍によりビッグゲテスターの機能が停止し助かる。
『ドラゴンボールZ 燃えつきろ!!熱戦・烈戦・超激戦』では終始酔っ払っており、ブロリーに対してかめはめ波を放つのかと思いきや、ひょっとこ踊りを見せてウーロンにつまみ出されている。また、花見の際に何枚も重ねた皿を器用に回す芸を見せ、ブルマから「ただのジイさんじゃないわね」と言われている。ブロリーに宇宙船を壊された時には「花見の弁当を積みっぱなしじゃった」と呑気なことを言っていた。
『ドラゴンボールZ 銀河ギリギリ!!ぶっちぎりの凄い奴』では、天下一武道会会場での悟飯たちの活躍などは露知らず、試合観戦をするどころか女の子巡りを繰り返し、可愛い女の子3人組を見つけた際には常備しているサングラスをスカウターの如く調べて女の子を口説きに出て、ウーロンたちを呆れさせた。
『ドラゴンボールZ 龍拳爆発!!悟空がやらねば誰がやる』では、カプセルコーポレーションにて悟空たちと一緒にバーベキューしている時に登場。酔っ払っており、ビーデルにセクハラをしようとしたり（悟飯に止められる）、ブルマを年増女と呼んだためにふっ飛ばされている。
『ドラゴンボール 最強への道』では比較的原作に準じた経緯で登場するが、レッドリボン軍が登場することもあり、筋斗雲譲渡後の展開は大分異なる。かめはめ波でブルー大佐の艦隊を吹き飛ばすが全滅には至らず、その1発でエネルギーを使い切ってしまったためにそれ以上戦うことができなくなる。本作ではかめはめ波が本人が開発した技ではなく50年をかけて会得した技となっている。また、孫悟飯の師であったことは本人の口から語られているが武天老師の名は出てこない。
『ドラゴンボール オッス!帰ってきた孫悟空と仲間たち!!』にも登場し、ミスター・サタン主催のパーティーに出席している。スケベぶりも健在であるため、ウーロンに「相変わらずスケベな爺さんだこと」と言われた。
『神と神』にも登場しており、ブルマの家の誕生パーティに出席している。プリンを奪われ激昂したビルスを抑止するよう他の仲間に促す。
『ドラゴンボールZ 復活の「F」』にも登場し、孫悟飯、ピッコロ、クリリン、天津飯、ジャコらと共にフリーザ軍と戦う。最大出力（マックスパワー）でかめはめ波を発射してフリーザ軍の兵を倒すなど、他の5人にも負けないほどの活躍を見せている。作者いわく「しょうがない、そんなにたくさんの敵が襲撃するなら久しぶりに暴れてやるか、という本人の心境です。その気になりさえすれば、もともとあれくらいは強いんです」とのこと。

### ドラゴンボール超
ブルマの誕生パーティーや、第6宇宙との団体戦の観戦など要所要所で顔を出すなど、悟空らとの関係は続いている。変わらずカメハウスで暮らしているが、クリリン一家とは別居している。
フリーザ復活編
原作となる映画『復活の「F」』同様、孫悟飯らとフリーザ軍を迎え撃ち、原作映画より戦闘シーンは減っていたものの久々に前線で戦った。
“未来”トランクス編
不死身の肉体を持つザマスを討伐するため、ピッコロの提案から魔封波を習得したいと訪れた悟空に魔封波を伝授した。騒動後には、悟空とクリリンに依頼される形で自らの指導のもと、再び修行させている。2人にとある島にある「おそろしの森」の中にだけ生息する貴重な薬草「極楽草」を取ってこさせ、極楽草を食べることで活力が湧き、あと1000年は生きられると語った。
宇宙サバイバル編
8つの宇宙からの代表戦士たちによるチーム対抗の武道大会「力の大会」に、自身らの宇宙の生き残りを賭けて第7宇宙代表の選抜戦士10名の内の1人として参戦する。名誉師範という名目で天津飯に呼ばれて彼が作った道場である「天津堂」を訪れていたが、天津飯の鶴仙流時代の妹弟子・ユーリンが天津飯へ復讐するために道場を訪れるまでは暇を持て余していた。ユーリンの妖術に操られ、天津飯や悟空と戦ったが、手合わせした悟空に「すんげえ気だ。じっちゃんオラたちに力を隠してたな！」「これが手加減なしのじっちゃんの力！隠れてすんげえ修行してんだな！」と言わしめるほどの実力を見せた。妖術から解放された後、賞金1000万ゼニーが出るという話を聞き、力の大会への出場を決めた。大会直前には、自身の最大の弱点である“スケベ心”を克服するため、美女に変化したプーアルとの訓練で煩悩を捨て去ることに成功し、浪費されていた莫大な気が肉体に限界を超えて満ちるようになる。また、若い頃に登ったカリン塔に再び登るなどの修行で備えた。
力の大会では修行の成果を発揮し、クリリンとの連携で第10宇宙の代表戦士ジウムを、天津飯との連携で第3宇宙の代表戦士ザ・プリーチョを、第4宇宙の代表戦士キャウェイやダーコリ、ガノスの3人を単独で連戦し、多彩な技巧を駆使することで単純な戦闘力では格上の戦士たちを撃破する活躍を見せ、その際に危うく命を落としかけたが、悟空の救助により一命を取り留めた。その後、物陰に隠れて休憩していたところをフロストに襲われ、魔封波による封印を試みるが、目測を誤って封印に失敗し、逆にフロストから猛攻を浴びせられる。そこに乱入したベジータに助けられ、フロストとマゲッタとのコンビネーションに苦戦するベジータを見て、ここは自分がマゲッタを脱落させるしかないと3度目の魔封波を放つが、フロストによる魔封波がえしで技を利用されてベジータを封印される。それでも最後の力を振り絞ってフロストから外れる微かな気光弾を放ち、フロストが油断しているうちに気功弾を操作することでベジータが封印された小瓶を割ることに成功してベジータを解放する。三度も魔封波を使ったことで力を使い果たし、ベジータからもリタイアを薦められたことで自ら倒れるように場外に落ちて脱落した。脱落後は活躍ぶりを観戦していたビルスから「武天老師」と名前を呼ばれながら賞賛された。
漫画版では第11宇宙のメンバーのカーセラルと対決。単純な戦闘力ではカーセラルに大きく劣るも、経験を活かした動きで圧倒し勝利する。悟空がジレンと対決した際には指導し、ジレンに敗退したが後に身勝手の極意を習得するきっかけを与えた。亀仙人も身勝手の極意に似た動きでジレンの攻撃を回避しているが、第7宇宙の天使であるウイスいわく「原理は同じのようだが、身勝手の極意にはほど遠い」とのこと。
銀河パトロール囚人編
地球の戦士や銀河パトロール隊ととともに、凶悪犯モロと手下たちを迎え撃つ。敵が地球の各地に分散したため、クリリンと一緒にサガンボ銀河強盗団のユンバと女性3人組のイワザ、ミザ、キカザを追うが、ユンバをクリリンに押し付けて自分はスケベ目的で3人組の相手をする。クリリンによると、亀仙人にジレンと闘ったときの力があれば勝てない相手ではないというが、その力を出すには心を無にしなければならないため、目隠しをすることでスケベ心を封印して闘い、3人を圧倒する。3人が合体してパワーアップしたことで逆転されるが、窮地に陥ったところを駆けつけた悟空に助けられる。

### ドラゴンボールGT
第1話でパンと共に都に来ていたところで初登場。究極のドラゴンボールで小さくなった悟空と5年ぶりに再会する。この時代になっても相変わらず元気な様子。第1話では都会に出てきて大勢のぴちぴちギャルにもセクハラを働くなど、スケベぶりも健在である。
第31話ではベビーに洗脳された状態で牛魔王と共にツフル星へ移住。洗脳が解けた後の第39話では地球に戻るも究極のドラゴンボールによる地球爆発からツフル星に避難し、復活した地球に戻ってきた後のパーティーのシーンにも登場。
最終回では悟空の異変に気づき、消えた悟空に「悟空よ、神龍に伝えてくれ。ドラゴンボールをありがとう、とな」と呟いた。

## 亀仙人の技
ジャッキー・チュン変装時にのみ繰り出した技も含む。読心や催眠などの特殊な技をいくつも習得している。
MAXパワー
体中の筋肉を活性化させて膨らませ、筋肉隆々の姿で巨大化する。フライパン山の鎮火時やジャッキー・チュンに変装しているときにも使用し、『ドラゴンボール 最強への道』ではレッドリボン軍の集団を一掃するために使用している。かめはめ波を伴うことが極めて多く、ここで示した例もすべてそうである。
かめはめ波（かめはめは）
亀仙人自ら、50年の月日を経て生み出した大技。よって彼の場合「元祖」とつく場合がある。体内の潜在エネルギーを両掌に集め、一気に放出させる。フライパン山の火を消す際に使用したのが最初の登場。前述の「MAXパワー」で使用した場合、「かめはめ波最大出力（かめはめはマックスパワー）」と呼ばれる。地上から放っても月を破壊するだけの威力を持つ。
鳥山明は作中で一番印象に残っているかめはめ波として、最初に亀仙人が使用したものを挙げている。
残像拳（ざんぞうけん）
素早い動きで残像を残し、相手に自分の位置を誤認させる技。相手が残像に攻撃を加えるよう誘導し、その際に相手の隙をつき攻撃を加える。複数の残像を作り出した場合は「多重残像拳」と呼び、修行を積めば積むほどスピードと残像の数を増やすことが可能。
酔拳（すいけん）
酒に酔ったふりをし、その動きの中で相手にじわじわダメージを与える技。動きが読みにくく、相手はフラフラと技をかわされ、逆にやられてしまう。第21回天下一武道会で悟空に使用。劇中では披露していないが、弟子の孫悟飯もこの技を得意としていたことが悟空の台詞で判明している。
よいこ眠眠拳（よいこみんみんけん）
歌と動きで相手を眠らせる技。両手を相手の前でふらつかせ眼力とスローモーションな動きで眠らせる催眠術で、かけられた相手は気持ちの良い技。術をかけた本人が合図すれば目が覚める。第21回天下一武道会で悟空に使用。試合の盛り上がりを心配した審判からは「なさけない技」と批判され、そのまま10カウントで勝利するかと思われたが、ブルマの「孫くんご飯の時間よー!!」という呼び声で悟空が飛び起き、あっさり破られてしまった。
『ドラゴンボール超』の「宇宙サバイバル編」では、力の大会にて第4宇宙の戦士ガノスに対しこの技を用いたが、ガノスが自らに攻撃を加えることで眠気を振り払われた。
萬國驚天掌（ばんこくびっくりしょう）
体内に流れる微量な電流を互いに合わせた手の平に集中させ、腕を突き出すと共に放射する。被弾した相手は空中に浮遊させられることによって四肢の自由を奪われ、やがては感電死してしまうという、非常に危険な技。電撃のような効果をもたらす一種の電気なので、砂鉄が手に付くことがある。相手の動きを封じるが、自分自身も動きを止めている間は何もできない。
原作では第21回天下一武道会で悟空に使用したのが作中初披露であったが、それ以前には弟子の孫悟飯に使用したと発言しており、悟空ほど耐えられなかったという。悟空が「降参だ!」と言いかかった際に満月を見てしまい大猿化したため、電撃は弾き飛ばされる。
『ドラゴンボール超』の「宇宙サバイバル編」では力の大会の本番前に修行の一環としてカリン塔を訪れた際、ヤジロベーを相手に使用しており、力の大会ではこの技で第3宇宙の戦士ザ・プリーチョの体の自由を奪い、その隙を天津飯が新気功砲で場外に撃ち飛ばすという連携をみせた。
かなしばりの術
眉間のツボを突き、相手の動きの一切を封じる技。第22回天下一武道会で使用。
催眠術
相手を催眠状態に陥らせて暗示をかける技。上述の金縛りの術で身動きを封じた男狼に使用し、クリリンのハゲ頭を月であると誤認させて人間の姿に変身させた。第22回天下一武道会で使用。
魔封波（まふうば）
元は亀仙人と鶴仙人の師匠である武泰斗が修行の旅に出で編み出した技。気を奔流状に操作して展開することで相手の体の自由を奪い、「大魔王封じ」と書かれたお札が貼られた蓋付きの容器（電子ジャーや小瓶や壺など）の中に封印する特殊な技。身体への負担は激しく、使用すると命に関わる場合もある。また、見切られると技を返される危険性もあり、逆に自分が封印されてしまう。
武泰斗はピッコロ大魔王戦、亀仙人はピッコロ大魔王戦と力の大会にて使用。武泰斗はピッコロ封印と引き換えに命を落とした。亀仙人はピッコロ大魔王戦で使用した時は封印失敗という結果で命を落としたが、力の大会にて使用した時は、体力を著しく消耗したものの死には至らなかった。神様もピッコロ（マジュニア）に使用したが、魔封波がえしで自分が封印されてしまった。
『ドラゴンボール超』の「“未来”トランクス編」では、不死身の肉体を持つザマスを討伐するため、ピッコロの提案から魔封波を習得したいと訪れた悟空に、この技の危険性も前置きしたうえで伝授し、「宇宙サバイバル編」では力の大会にて第4宇宙の札術使いダーコリと第6宇宙のフロストとマゲッタといった単純な戦闘力では格上の戦士たちに対して使用。ダーコリには成功し勝利したが、フロストにも放つも封印失敗、続けてマゲッタに対して放った際には、フロストによる魔封波がえしでベジータを封印するのに技を利用されてしまった。
心を読む
相手の心の中に自分の意思を飛ばし、記憶を読む超能力。ナムに対して使用。

## テーマソング
武天老師の教え
歌：亀仙人（宮内幸平） / 作詞：吉田健美 / 作曲：菊池俊輔 / 編曲：神保正明
劇中で現実音楽として冒頭部分のみ『ドラゴンボール』第130話で使用された。
お達者ポルカ
歌：亀仙人（宮内幸平）、一朗さんちの仲間たち / 作詞：岩室先子 / 作曲：田中公平 / 編曲：岩崎文紀

## ゲーム
ファミリーコンピュータゲーム『ドラゴンボールZ 強襲!サイヤ人』『ドラゴンボールZIII 烈戦人造人間』、スーパーファミコンゲーム『ドラゴンボールZ 超サイヤ伝説』ではHPを回復するおたすけ（アイテム）カードして登場。
『ドラゴンボールZ Sparking!』シリーズでは隠しキャラクターとして登場。Ifストーリー「真・天下一武道会」にて、クリリンと孫悟空（少年期）と対決する。悟空との対決で勝利した後「このまま現役で行こうかな」と呟くが、悟空の本気を出していないかのような発言に「やっぱり、引退しようかな…」と現役は諦めるような言動を取った。
『ドラゴンボールZ Sparking!NEO』からはMAXパワー版の亀仙人も登場。なお、服装は普段のオレンジの服の他に、ジャッキー・チュンの服装も再現されている。また『Sparking!』では舞空術が使用可能だが、『NEO』以降は空中に上がると、徐々に降下し、落下してしまう。
『ドラゴンボールZ Sparking! METEOR』のドラゴンヒストリーモードの1シナリオ『燃えつきろ!!熱戦・烈戦・超激戦』ではブロリーに苦戦する悟空と交代する形で参戦し、酔っ払った状態ではあるがそのままブロリーを倒してしまうルートが存在する。
桃白白と戦わせると「鶴仙人のクソじじいの差し金かの?」と言い、亀仙人が勝利した場合は「まったく、あのクソじじい（鶴仙人）は碌なことさせんのぉ」と鶴仙人のやり方に呆れている言葉を言っている。また、孫悟飯（悟空の育ての親）と戦わせると「たまにはじじい同士で戦おう」と悟飯の手合わせに応じる。勝利した後は「武天老師としての威厳を保つのは疲れる」と呟いている。
ビーデルや人造人間18号などの女性と戦わせるとセクハラしようとする。ただし、パンと戦わせると「お主じゃまだ早いかの…」とセクハラはしない。

## キャスト
声優
- 宮内幸平（『ドラゴンボール』『Z』初代〈第260話まで〉）
- 増岡弘（『Z』二代目〈第288話以降〉、『GT』）
- 愛川欽也（映画『最強への道』）
- 佐藤正治（映画『龍拳爆発!!悟空がやらねば誰がやる』、『改』『超』以降の関連作品）
- 石森達幸（ゲーム『ドラゴンボール アドバンスアドベンチャー』）
- 磯部勉（映画『DRAGONBALL EVOLUTION』吹き替え）
- 金光宣明（『ドラゴンボールDAIMA』のミニ状態）

俳優
- チョウ・ユンファ（映画『DRAGONBALL EVOLUTION』）

### アニメ版声優の変化
初代声優の宮内幸平は、初登場からアニメ第2作『ドラゴンボールZ』末期（260話）まで、約10年間担当する。西尾大介によれば、『Dr.スランプ』に登場した神様が宮内であったことと、同じ頃に『ドラゴンボール』の連載で亀仙人の姿を見て、周囲の人物とともに「あれは宮内さんしかいない！」と思っていたため、それで決定したと話している。
しかし、『ドラゴンボールZ』の終了前の1995年6月に、宮内が急逝。これにより『Z』第288話以降を増岡弘が、映画『ドラゴンボール 最強への道』では愛川欽也が、『ドラゴンボールZ 龍拳爆発!!悟空がやらねば誰がやる』では佐藤正治がそれぞれ担当する。佐藤は後のアニメシリーズにて後任キャストを務めている。

## 補足
- デザインは『Dr.スランプ』に登場した神様を原型に、額の星マークを取ってサングラスを掛けさせたものである。鳥山は「結構気に入ってたんでまた使った」と説明している[26]。アニメ『Dr.スランプ アラレちゃん』で神様を演じたのは、亀仙人の初代声優と同じ宮内幸平である。
- モデルは『鳥山明保存会』の元会長でキャラメル・ママ社長の松本常男（『ファミコン必勝本』での名前は亀仙人松ちゃん）[27]。
- 当初は重要なキャラクターにする意図がなく、初登場時は単にスケベで訳の分からないただの老人のつもりだったと語っている[28]。
- 武天老師という名の由来は特になく、鳥山は「亀仙人では凄さが伝わらないので、偉そうで強そうな名前を考えた」と発言している[29]。
- 鳥山明は登場キャラクターの中で、一番長生きしそうなキャラクター[30]、一番おちゃめなキャラクター[31]、描きやすかったキャラクター[32]として亀仙人の名前を挙げている。
- 移動手段にはウミガメの他、子ガメラというガメラ似の動物もおり、フライパン山にいく際にはそちらを使用したが、ガメラ同様に回転するため、降りた後に亀仙人は乗り物酔いの状態になっていた。
- フランス版のファミリーコンピュータ用ソフト『ドラゴンボール 神龍の謎』では、フランス人が亀仙人がパンティーもらって喜んでいることを理解できないことから、子どもに対して良い影響を与えないと判断され、ゲームに登場するパンティーがサンドイッチに変更された[33]。
- アニメのキャラクターデザインを担当した前田実は丸い頭の表現が難しかったため、鳥山から書き方を教わった[34]。
- 『CROSS EPOCH』では、『ONE PIECE』のサンジと共に荒野の保安官として登場。『ドラゴンボール』と変わらずギャル好きのようで、同じく美女に甘いサンジとは美女のためなら双方共に仕事をほったらかしてしまうという抜群のコンビネーションを見せていた。